# Заря (Бердянский район)
Заря (укр. Зоря) — село,
Новополтавский сельский совет,
Бердянский район,
Запорожская область,
Украина.
Код КОАТУУ — 2325584602. Население по переписи 2001 года составляло 327 человек.

## Географическое положение
Село Заря находится на расстоянии в 4 км от села Новополтавка.
Рядом проходит железная дорога, станция Платформа 30 км в 1-м км.

## История
- 1862 год — дата основания.

## Экономика
- Гранитный карьер «Синяя гора» (в прошлом — гора Синяя, 307 м).